# کبوتر چشم‌زرد
کبوتر چشم‌زرد یا کبوتر خاوری (نام علمی: Columba eversmanni) پرندهای از راستهٔ کبوترسانان و تیرهٔ کبوتران است که در قزاقستان، ازبکستان، ترکمنستان، تاجیکستان، قرقیزستان، افغانستان و شمال شرق ایران تابستان گذرانی می‌کند و در برخی نقاط چین، پاکستان، جامو و کشمیر و برخی نقاط هند زمستان‌گذرانی می‌کند. زیستگاه این گونه در مناطق خشک و استپی، زمین‌های کشاورزی، باغ‌ها و به‌ویژه مناطق پر از توت است.
در ایران این پرنده تنها در بخش‌هایی از خراسان دیده شده‌است. جوجه آوری این پرنده نیز در اطراف شهر مشهد ثبت شده‌است.
این گونه در جایگاه «آسیب‌پذیر» IUCN قرار دارد و نیازمند حفاظت بهتر و پایدارتر دارد. این پرنده حدود ۳۰ سانتی‌متر طول دارد و بسیار به کبوتر چاهی شبیه است اما رنگ روشن‌تری دارد و همچنین دارای عنبیه و حلقه چشمی زردرنگ است.
تغذیه این پرنده از دانه‌ها، غلات و توت هاست. معمولاً روی زمین تغذیه می‌کند ولی گاهی میوه هارا از درخت می‌کند. در پاییز به جنوب مهاجرت می‌کند و دسته‌جمعی روی درختان می‌خوابند. در گذشته با جمعیت بسیار بالا دیده می‌شدند اما این روزها به ندرت در دسته‌هایی بزرگتر از صد فرد دیده می‌شوند. (در ایران این گونه با تعداد بسیار کم دیده می‌شود و جز پرندگان کمیاب ایران شمرده می‌شود).